# 布鲁尔·梅尔贝里
布鲁尔·梅尔贝里（瑞典語：Bror Mellberg，1923年12月9日—2004年9月8日），瑞典男子足球运动员，司职前锋。他曾代表瑞典国家队参加1950年和1958年国际足联世界杯，其中1950年世界杯获得季军，1958年世界杯获得亚军。